# Super Bowl XV
Match précédent Match suivant
Le Super Bowl XV est l'ultime partie de la saison NFL 1980 de football américain (NFL). Le match a eu lieu le 25 janvier 1981 au Superdome de La Nouvelle-Orléans, Louisiane.
Les Oakland Raiders ont remporté le second trophée Vince Lombardi de leur histoire en s'imposant 27-10 face aux Philadelphia Eagles.
Le quarterback des Raiders, Jim Plunkett, a été nommé meilleur joueur du match après avoir complété 13 passes sur 21 pour 261 yards et 3 touchdowns.

## Déroulement du match
| Score               | Q1 | Q2 | Q3 | Q4 | Total |
| Los Angeles Raiders | 14 | 0  | 10 | 3  | 27    |
| Philadelphia Eagles | 0  | 3  | 0  | 7  | 10    |